# Place de Fontenoy
La Place de Fontenoy - UNESCO, antiguamente Place de Fontenoy, es una plaza del Distrito VII de París, ubicada en el Barrio de la École Militaire (27º barrio de París). Esta plaza situada cerca de la École Militaire debe su nombre a la Batalla de Fontenoy ganada por los franceses en 1745 y a la UNESCO, cuya sede ocupa el n.º 7. La Place de Fontenoy está situada en la Avenue de Lowendal, al inicio de la Avenue de Saxe. En diciembre de 2015, el Consejo de París cambió el nombre de Place de Fontenoy por el de Place de Fontenoy – UNESCO. Trazada en 1770, la plaza fue cedida por el Estado a la ciudad en virtud de la ley del 19 de marzo de 1838.

## Edificios de interés
- Nº 1: Edificio que alberga el Ministerio de Asuntos Sociales y de Salud, construido en 1930 por el arquitecto Guillaume Tronchet. La entrada principal se encuentra en el 14 de la Avenue Duquesne. El despacho del ministro se encuentra en el Hôtel du Châtelet, en el 127 de la Rue de Grenelle, en el mismo distrito.
- Nº 3: El edificio, unido al antiguo Ministerio de Postas (Avenue de Saxe), fue construido por André Ventre a principios de los años 1930 para el Ministerio de la Marina Mercante. Fue inscrito como monument historique en diciembre de 2013.[3] Tras su restauración, está ocupado desde septiembre de 2016 por la Comisión Nacional de la Informática y las Libertades y el Defensor de los Derechos.
- Nº 7: Sede de la UNESCO

La École Militaire ocupa todo el lado oeste de la plaza (Avenue de Lowendal).

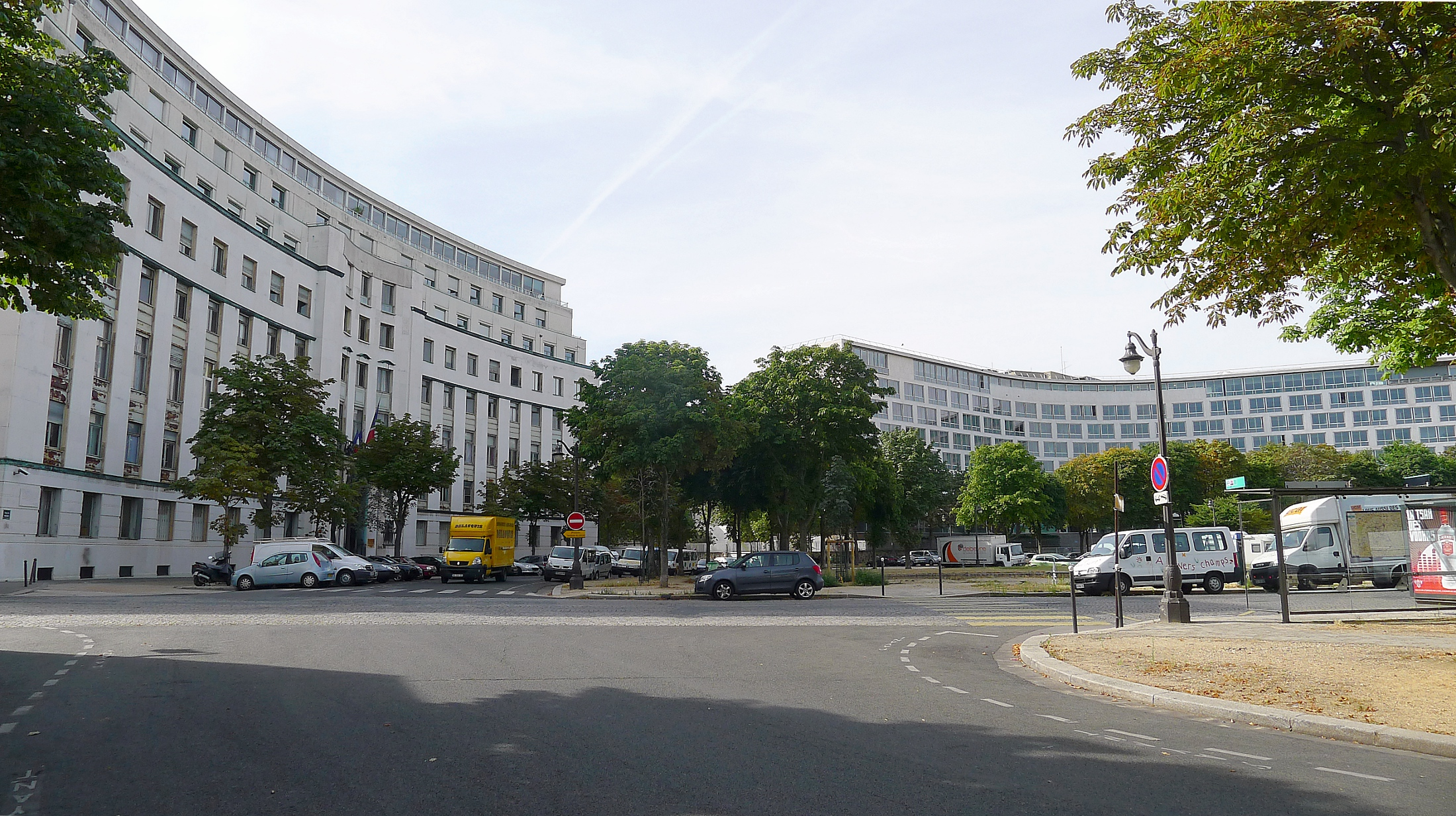
Sede de la UNESCO.
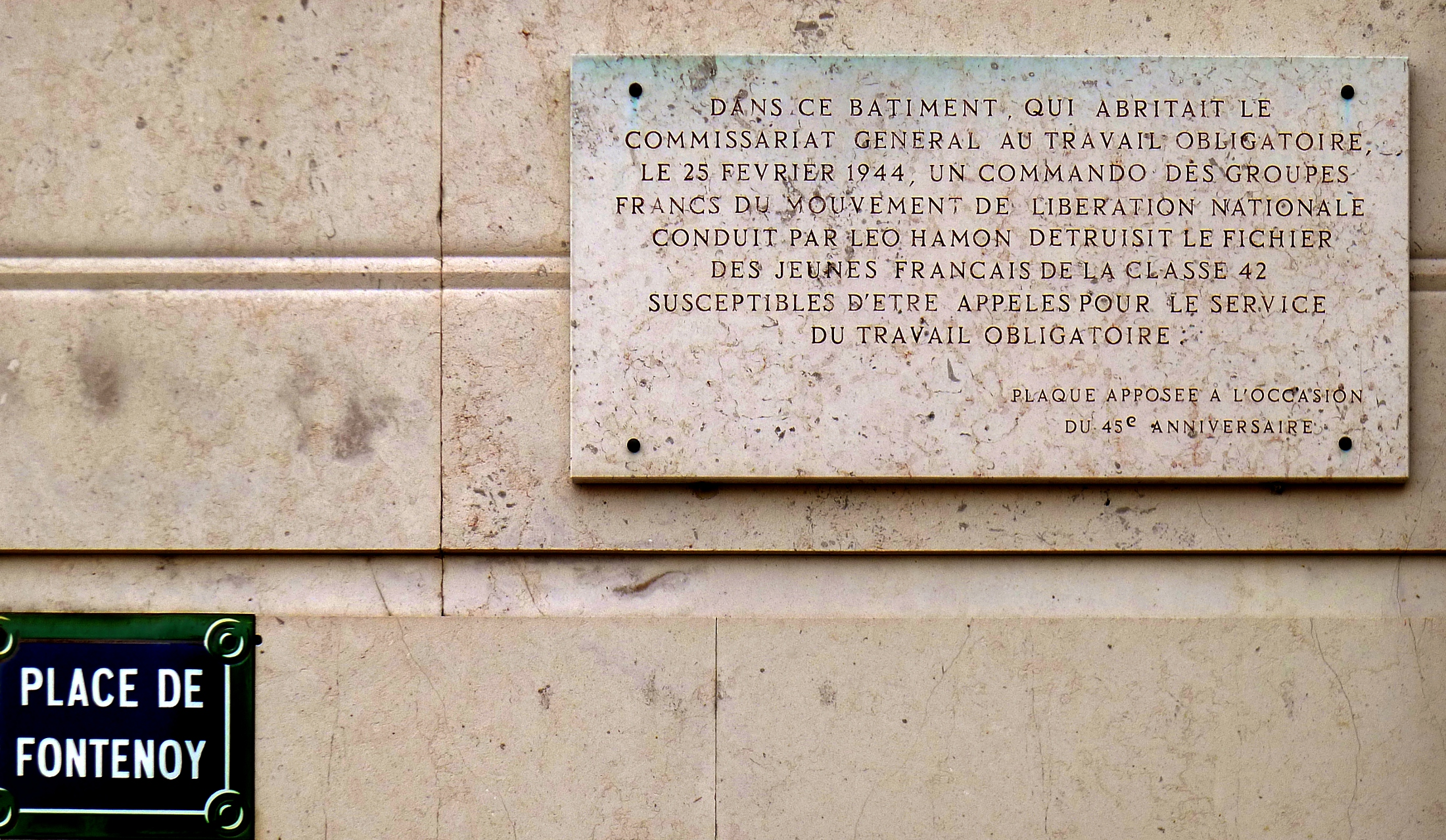
Placa que conmemora la acción de un comando en 1944.
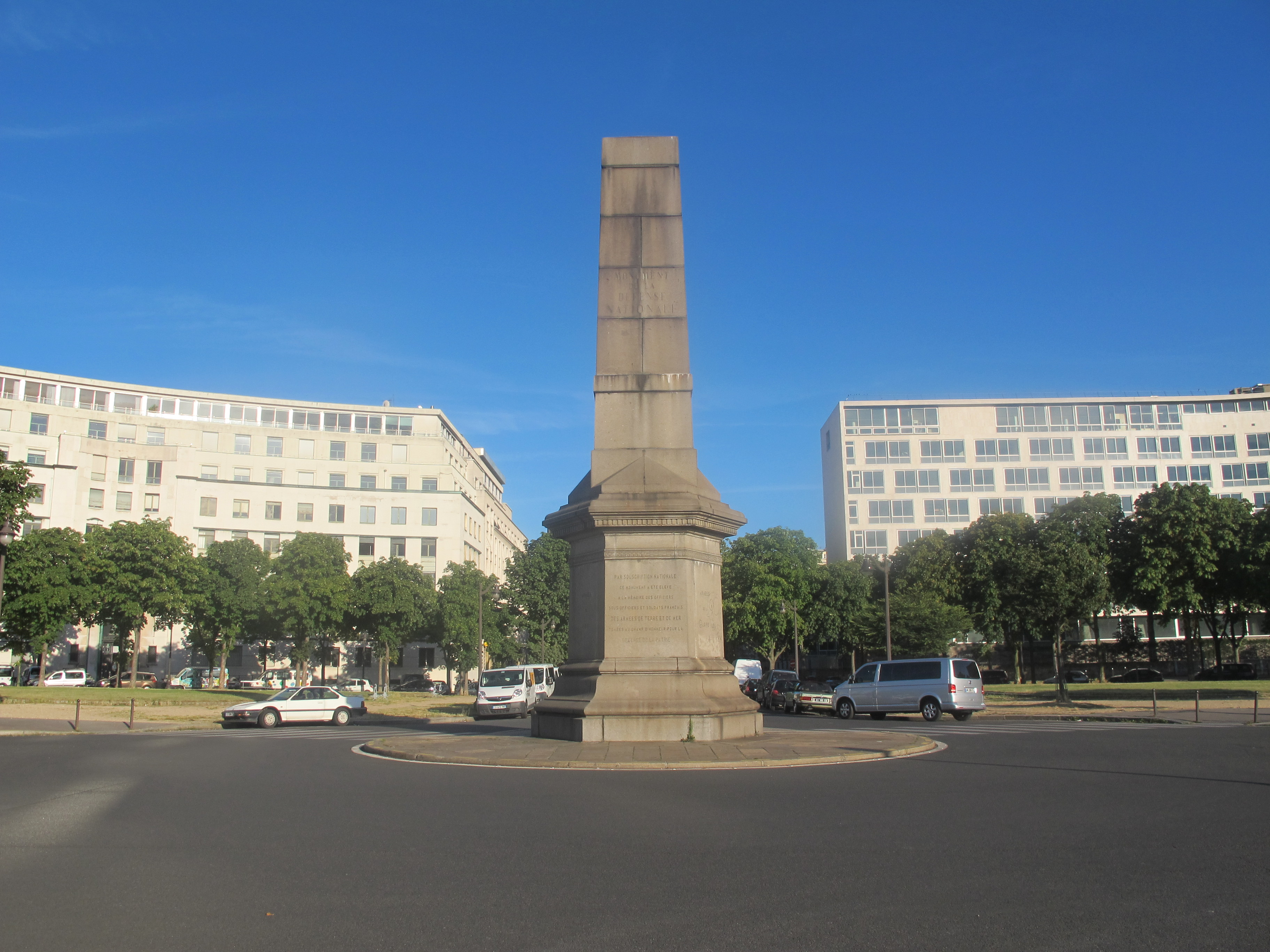
Monumento a los muertos en el centro de la plaza.